# Crimmitschau
Crimmitschau é um município da Alemanha, situado no distrito de Zwickau, no estado da Saxônia. Tem 61,04 km² de área, e sua população em 2019 foi estimada em 18.350 habitantes.